# San Fernando (Califòrnia)
|  | Per a altres significats, vegeu «Vall de San Fernando». |

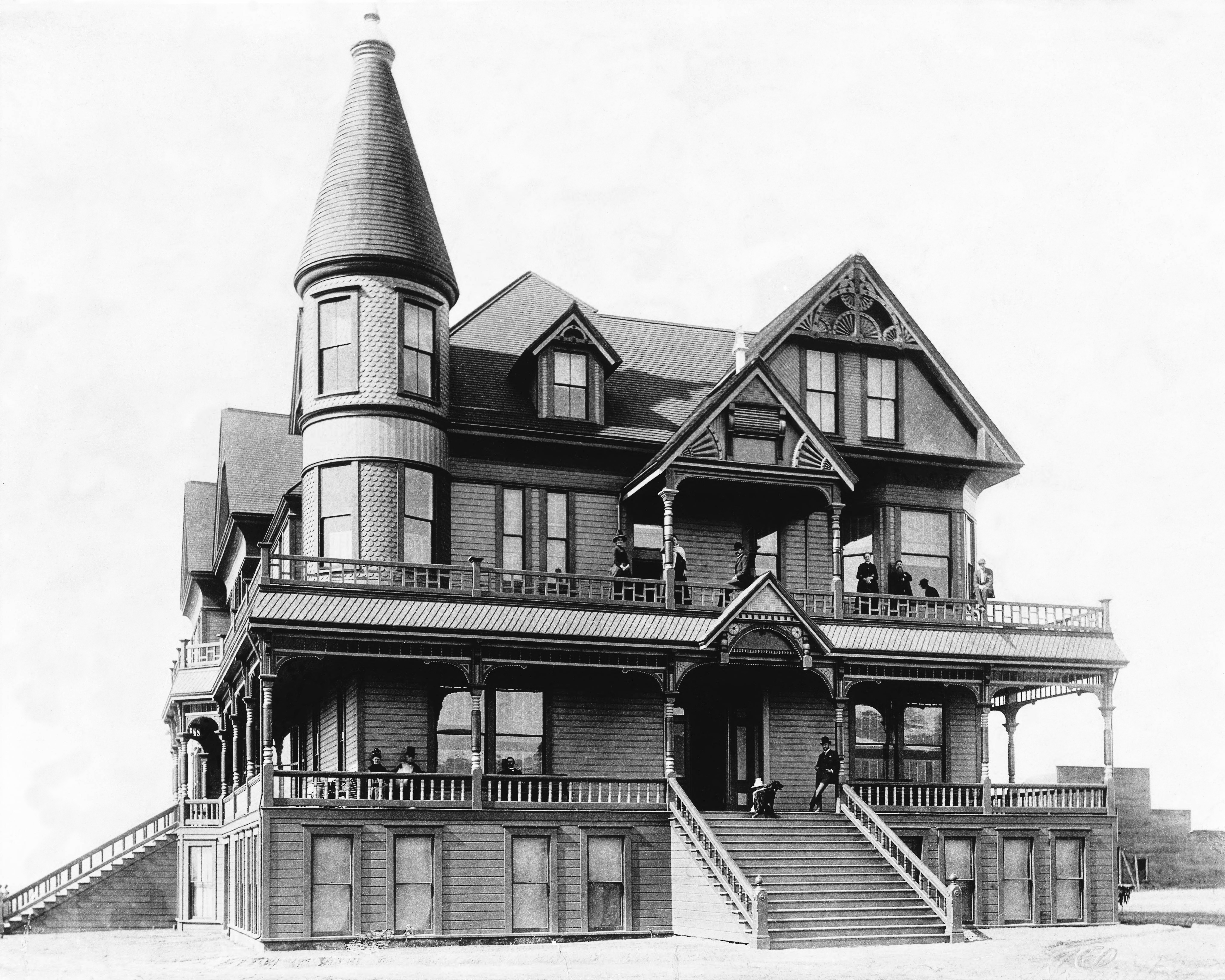
Mission Hotel a San Fernando, cap a 1888

San Fernando (en anglès: San Fernando, California) és una ciutat a la Vall de San Fernando, al Comtat de Los Angeles (Califòrnia, Estats Units). La ciutat va rebre aquest nom per la propera missió espanyola San Fernando (Missió de San Fernando Rey de España). L'any 1874 Charles Maclay, fundador de San Fernando, va comprar 56.000 acres del Rancho Ex-Mission San Fernando. San Fernando està completament envoltada per la ciutat de Los Angeles. Mentre que la majoria de les poblacions que envolten la Vall de San Fernando van acordar annexar-se a Los Angeles en la dècada de 1910, per la major disponibilitat d'aigua amb el nou aqüeducte de Los Angeles, la gran quantitat d'aigua subterrània que disposava San Fernando va permetre que continués sent una ciutat independent fins i tot quan a partir del final de la Segona Guerra Mundial San Fernando va passar a ser de fet un suburbi de la ciutat de Los Angeles.